# Floridsdorf
Floridsdorf est le vingt-et-unième arrondissement de Vienne. Il est formé en 1904 quand la ville de Floridsdorf et quelques villages voisins rejoignent Vienne. Floridsdorf est situé au nord de Vienne sur la rive gauche du Danube.

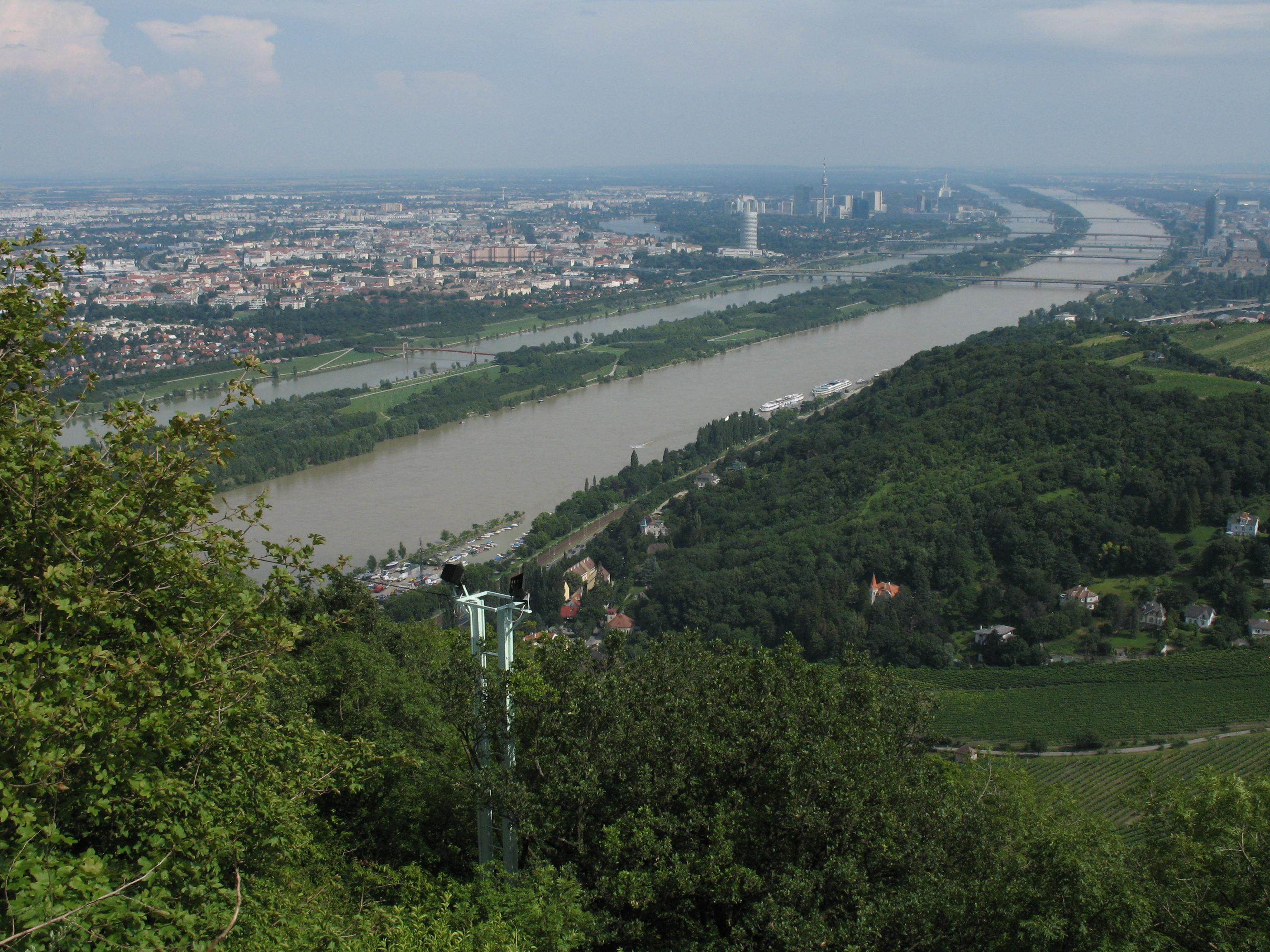
Floridsdorf et Donaustadt.

De 1870 à 1969, Floridsdorf est la siège de l'entreprise Wiener Lokomotivfabrik, un des principaux constructeurs de locomotives d'Autriche.

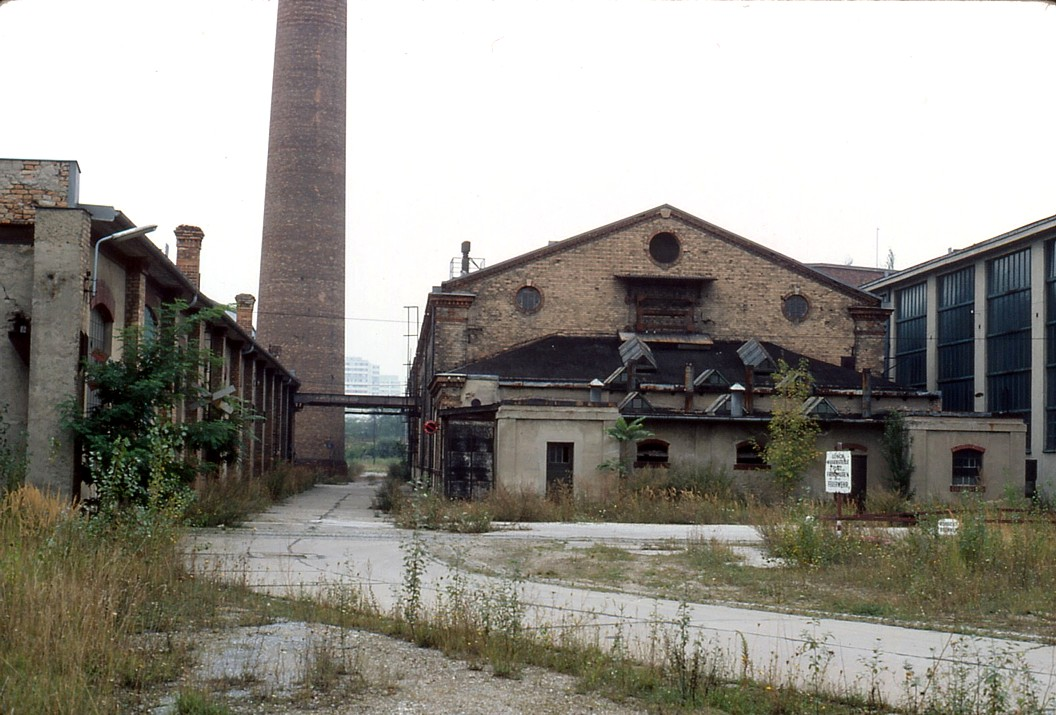
L'ancienne usine Wiener Lokomotivfabrik en 1980.

## Lieux
- Eglise paroissiale Donaufeld
- Floridsdorfer Wasserpark
- Centre islamique de Vienne

## Célébrités liées à l'arrondissement
- Le joueur de football autrichien Arnautović est originaire de cet arrondissement.

- L'avocat pénaliste suisse Carl Stooss a une ruelle à son nom dans le quartier depuis 1936